# ديفيد بويد (لاعب دوري الرغبي)
ديفيد بويد (بالإنجليزية: David Boyd)‏ هو لاعب دوري الرغبي أسترالي، ولد في 13 مايو 1966.